# Liste der Hauptschulen in Nordrhein-Westfalen
In Nordrhein-Westfalen gibt es 158 Hauptschulen.

## Liste der Schulen
| Schulnummer | Schulform   | Schulname | Anschrift                       | PLZ   | Ort                 | Website | Schülerinnen und Schüler | Anm.    |
| ----------- | ----------- | --- | ------------------------------- | ----- | ------------------- | ------- | ------------------------ | ------- |
| 142426      | Hauptschule | Städt. Gem. Hauptschule Aretzstraße                                                                                       | Aretzstr. 10-20                 | 52070 | Aachen              | Website | 441                      | [ 1 ]   |
| 142359      | Hauptschule | Städt. Gem. Hauptschule Drimborn                                                                                          | Obere Drimbornstr. 50           | 52066 | Aachen              | Website | 404                      | [ 2 ]   |
| 144101      | Hauptschule | Overbergschule Städt. Kath. Hauptschule                                                                                   | Hans-Sachs-Str. 13              | 59227 | Ahlen               | Website | 309                      | [ 3 ]   |
| 149135      | Hauptschule | Grimmeschule Städt. Kath. Hauptschule                                                                                     | Schwester-Aicharda-Str. 14      | 59755 | Arnsberg            | Website | 270                      | [ 4 ]   |
| 150800      | Hauptschule | Ludwig-zu-Sayn-Wittgenstein-Schule Hauptschule der Stadt Bad Berleberg                                                    | Hermann-Böttger-Weg 7           | 57319 | Bad Berleburg       | Website | 256                      | [ 5 ]   |
| 141331      | Hauptschule | Friedrich-Haass-Schule Städt. Gemeinschaftshauptschule - Sekundarstufe I -                                                | Trierer Str. 16                 | 53902 | Bad Münstereifel    | Website | 205                      | [ 6 ]   |
| 146584      | Hauptschule | Städt. Gem. Hauptschule - Schulzentrum Lohfeld -                                                                          | Wasserfuhr 25e                  | 32108 | Bad Salzuflen       | Website | 281                      | [ 7 ]   |
| 141161      | Hauptschule | Arnold-von-Harff-Schule Gem. Hauptschule Bedburg                                                                          | Goethestr. 3                    | 50181 | Bedburg             | Website | 317                      | [ 8 ]   |
| 141173      | Hauptschule | Erich Kästner Schule Gem. Hauptschule                                                                                     | Gutenbergstr. 10                | 50126 | Bergheim            | Website | 485                      | [ 9 ]   |
| 141847      | Hauptschule | Städt. Gem. Hauptschule Im Kleefeld - Sekundarstufe I -                                                                   | Im Kleefeld 19                  | 51467 | Bergisch Gladbach   | Website | 237                      | [ 10 ]  |
| 141665      | Hauptschule | Gem. Hauptschule Bergneustadt                                                                                             | Goethestr. 17                   | 51702 | Bergneustadt        | Website | 277                      | [ 11 ]  |
| 149949      | Hauptschule | St. Walburga-Schule Kath. Hauptschule der Stadt Meschede                                                                  | Zum Schulzentrum 1              | 59909 | Bestwig             | Website | 244                      | [ 12 ]  |
| 143212      | Hauptschule | Hohe-Giethorst-Schule Städt. Gem. Hauptschule                                                                             | Büningweg 29                    | 46397 | Bocholt             | Website | 287                      | [ 13 ]  |
| 143224      | Hauptschule | Arnold-Janssen-Schule Städt. Kath. Hauptschule                                                                            | Karolingerstr. 30               | 46395 | Bocholt             | Website | 314                      | [ 14 ]  |
| 148740      | Hauptschule | Liselotte-Rauner-Schule Städtische Gemeinschaftshauptschule                                                               | Voedestr. 46-48                 | 44866 | Bochum              | Website | 473                      | [ 15 ]  |
| 147370      | Hauptschule | Werner-von-Siemens-Schule Städt. Gem. Hauptschule - Sekundarstufe I -                                                     | Haydnstr. 3                     | 44805 | Bochum              | Website | 386                      | [ 16 ]  |
| 140685      | Hauptschule | St.Hedwig-Schule Kath. Hauptschule der Stadt Bonn                                                                         | An der Josefshöhe 1             | 53117 | Bonn                | Website | 339                      | [ 17 ]  |
| 140673      | Hauptschule | Johannes-Rau-Schule Gem. Hauptschule der Stadt Bonn                                                                       | Albertus-Magnus-Str. 21         | 53177 | Bonn                | Website | 284                      | [ 18 ]  |
| 140594      | Hauptschule | August-Macke-Schule Gem. Hauptschule der Stadt Bonn                                                                       | Gaußstr. 2                      | 53125 | Bonn                | Website | 212                      | [ 19 ]  |
| 140545      | Hauptschule | Karl-Simrock-Schule für Berufsorientierung Ganztagshauptschule der Stadt Bonn                                             | Am Burggraben 20                | 53121 | Bonn                | Website | 340                      | [ 20 ]  |
| 143273      | Hauptschule | Hauptschule Welheim Städt. Gem. Hauptschule                                                                               | Welheimer Str. 80-82            | 46238 | Bottrop             | Website | 93                       | [ 21 ]  |
| 141483      | Hauptschule | Clemens-August-Schule Städt. Gem. Hauptschule - Sekundarstufe I -                                                         | Clemens-August-Str. 33          | 50321 | Brühl               | Website | 217                      | [ 22 ]  |
| 150721      | Hauptschule | Pestalozzischule Gem. Hauptschule der Stadt Bönen                                                                         | Woortstr. 110                   | 59199 | Bönen               | Website | 170                      | [ 23 ]  |
| 144411      | Hauptschule | Kreuzschule Städt. Gem. Hauptschule                                                                                       | Am Wietkamp 20                  | 48653 | Coesfeld            | Website | 304                      | [ 24 ]  |
| 194943      | Hauptschule | August-Hermann-Francke-Hauptschule Detm. -Sek.I-Ev.priv.Hauptsch. als Ersatzsch. in fr.Trägersch.d.Christl.Schulver. e.V. | Moritz-Rülf-Str. 5              | 32756 | Detmold             | Website | 284                      | [ 25 ]  |
| 146067      | Hauptschule | Städt. Hauptschule Heidenoldendorf                                                                                        | Niedernfeldweg 12               | 32758 | Detmold             | Website | 293                      | [ 26 ]  |
| 147709      | Hauptschule | Städt. Gem. Hauptschule Kley                                                                                              | Kleybredde 44                   | 44149 | Dortmund            | Website | 274                      | [ 27 ]  |
| 147977      | Hauptschule | Schule am Hafen -Sek. I- Gemeinschaftshauptschule der Stadt Dortmund                                                      | Scharnhorststr. 40              | 44147 | Dortmund            | Website | 482                      | [ 28 ]  |
| 147801      | Hauptschule | Emscherschule Aplerbeck Gemeinschaftshauptschule der Stadt Dortmund                                                       | Schweizer Allee 25              | 44287 | Dortmund            | Website | 290                      | [ 29 ]  |
| 147898      | Hauptschule | Städt. Gem. Hauptschule Am Externberg                                                                                     | Evinger Parkweg 10              | 44339 | Dortmund            | Website | 276                      | [ 30 ]  |
| 147941      | Hauptschule | Städt. Gem. Hauptschule Scharnhorst                                                                                       | Meuselwitzstr. 40               | 44328 | Dortmund            | Website | 409                      | [ 31 ]  |
| 148015      | Hauptschule | Jeanette-Wolff-Schule am Mengeder Markt Sekundarstufe I Gem. Hauptschule der Stadt Dortmund                               | Mengeder Markt 6-8              | 44359 | Dortmund            | Website | 276                      | [ 32 ]  |
| 148076      | Hauptschule | Konrad von der Mark Schule -Sek. I- Gemeinschaftshauptschule der Stadt Dortmund                                           | Stettiner Str. 10               | 44263 | Dortmund            | Website | 374                      | [ 33 ]  |
| 148143      | Hauptschule | Städt. Kath. Hauptschule Husen                                                                                            | Husener Eichwaldstr. 270        | 44319 | Dortmund            | Website | 279                      | [ 34 ]  |
| 138848      | Hauptschule | Städt. Gem. Hauptschule                                                                                                   | Ludgerusstr. 1                  | 47179 | Duisburg            | Website | 280                      | [ 35 ]  |
| 144447      | Hauptschule | Kardinal-von-Galen-Schule Städt. Kath. Hauptschule                                                                        | Haverlandhöhe 10                | 48249 | Dülmen              | Website | 326                      | [ 36 ]  |
| 142797      | Hauptschule | Städt. Gemeinschaftshauptschule Burgauer Allee - Schule der Sekundarstufe I -                                             | Dechant-Bohnekamp-Str. 26       | 52349 | Düren               | Website | 382                      | [ 37 ]  |
| 142827      | Hauptschule | Matthias-Claudius-Schule Städt. Gemeinschaftshauptschule Düren - Sekundarstufe I -                                        | Matthias-Claudius-Str. 12       | 52353 | Düren               | Website | 269                      | [ 38 ]  |
| 136281      | Hauptschule | Städt. Gem. Hauptschule                                                                                                   | Graf-Recke-Str. 230             | 40235 | Düsseldorf          | Website | 336                      | [ 39 ]  |
| 136323      | Hauptschule | Städtische Katholische Hauptschule                                                                                        | Itterstr. 16                    | 40589 | Düsseldorf          | Website | 309                      | [ 40 ]  |
| 136440      | Hauptschule | St.-Benedikt-Schule Städt. Kath. Hauptschule                                                                              | Charlottenstr. 110              | 40210 | Düsseldorf          | Website | 352                      | [ 41 ]  |
| 136359      | Hauptschule | Dumont-Lindemann-Schule Städt. Gem. Hauptschule                                                                           | Weberstr. 3                     | 40215 | Düsseldorf          | Website | 275                      | [ 42 ]  |
| 136384      | Hauptschule | Schule am Eller Forst Städt. Gemeinschaftshauptschule                                                                     | Vennhauser Allee 167            | 40627 | Düsseldorf          | Website | 320                      | [ 43 ]  |
| 136566      | Hauptschule | Wilhelm-Ferdinand-Schüßler-Tagesschule Städt. Gemeinschaftshauptschule Sekundarstufe I                                    | Rather Kreuzweg 21              | 40472 | Düsseldorf          | Website | 307                      | [ 44 ]  |
| 136505      | Hauptschule | Städtische Gemeinschaftshauptschule Benrath - Sekundarstufe I -                                                           | Melanchthonstr. 2               | 40597 | Düsseldorf          | Website | 307                      | [ 45 ]  |
| 145245      | Hauptschule | Marienschule Städt. Gem. Hauptschule                                                                                      | Bergstr. 51                     | 48282 | Emsdetten           | Website | 242                      | [ 46 ]  |
| 141276      | Hauptschule | Theodor-Heuss-Schule Gem. Hauptschule                                                                                     | Dr.-Josef-Fieger-Str. 1         | 50374 | Erftstadt           | Website | 285                      | [ 47 ]  |
| 142967      | Hauptschule | Gem. Hauptschule Erkelenz                                                                                                 | Zehnthofweg 2                   | 41812 | Erkelenz            | Website | 461                      | [ 48 ]  |
| 139166      | Hauptschule | Carl-Fuhlrott-Schule Städtische Gemeinschaftshauptschule                                                                  | Rankestr. 2                     | 40699 | Erkrath             | Website | 300                      | [ 49 ]  |
| 142529      | Hauptschule | Adam-Ries-Schule Gemeinschaftshauptschule der Stadt Eschweiler                                                            | Jahnstr. 21                     | 52249 | Eschweiler          | Website | 275                      | [ 50 ]  |
| 149913      | Hauptschule | Christine-Koch-Hauptschule Gem. Hauptschule                                                                               | Schulstr. 7                     | 59889 | Eslohe (Sauerland)  | Website | 249                      | [ 51 ]  |
| 146675      | Hauptschule | Bischof-Hermann-Kunst Förderhauptschule                                                                                   | Präses-Ernst-Wilm-Str. 2        | 32339 | Espelkamp           | Website | 165                      | [ 52 ]  |
| 100066      | Hauptschule | Glückauf-Schule Städt. Gem. Hauptschule - Sekundarstufe I -                                                               | Bischoffstr. 120                | 45329 | Essen               | Website | 357                      | [ 53 ]  |
| 136967      | Hauptschule | Marienschule Städt. Kath. Hauptschule Steele                                                                              | Steeler Bergstr. 8              | 45276 | Essen               | Website | 260                      | [ 54 ]  |
| 136980      | Hauptschule | Hauptschule an der Wächtlerstraße                                                                                         | Wächtlerstr. 37                 | 45139 | Essen               | Website | 355                      | [ 55 ]  |
| 137364      | Hauptschule | Städt. Gem. Hauptschule Bochold                                                                                           | Jahnstr. 46                     | 45355 | Essen               | Website | 269                      | [ 56 ]  |
| 145634      | Hauptschule | Verbundschule Everswinkel Gem. Hauptschule und Realschule der Gemeinde Everswinkel                                        | Alverskirchener Str. 14         | 48351 | Everswinkel         | Website | 616                      | [ 57 ]  |
| 141513      | Hauptschule | Gem. Hauptschule Herbertskaul                                                                                             | Kapfenberger Str. 50            | 50226 | Frechen             | Website | 361                      | [ 58 ]  |
| 143492      | Hauptschule | Städt. Gem. Hauptschule                                                                                                   | Schwalbenstr. 22                | 45899 | Gelsenkirchen       | Website | 317                      | [ 59 ]  |
| 143418      | Hauptschule | Städt. Gem. Hauptschule                                                                                                   | Grillostr. 111                  | 45881 | Gelsenkirchen       | Website | 544                      | [ 60 ]  |
| 143390      | Hauptschule | Städt. Gem. Hauptschule                                                                                                   | Emmastr. 12-16                  | 45888 | Gelsenkirchen       | Website | 341                      | [ 61 ]  |
| 143364      | Hauptschule | Hauptschule Am Dahlbusch Städt. Gemeinschaftsschule                                                                       | Am Dahlbusch 98                 | 45884 | Gelsenkirchen       | Website | 471                      | [ 62 ]  |
| 149408      | Hauptschule | Städt. Gemeinschaftshauptschule Gevelsberg - Sekundarstufe I -                                                            | Am Hofe 14                      | 58285 | Gevelsberg          | Website | 293                      | [ 63 ]  |
| 143662      | Hauptschule | Erich-Fried-Schule im Schulzentrum Brauck Städt. Gem. Hauptschule - Sek. I -                                              | Kortenkamp 19-21                | 45968 | Gladbeck            | Website | 446                      | [ 64 ]  |
| 139828      | Hauptschule | Gustav-Adolf-Schule Städt. Gemeinschaftshauptschule - Sekundarstufe I -                                                   | Wiesenstr. 87                   | 47574 | Goch                | Website | 308                      | [ 65 ]  |
| 195080      | Hauptschule | Freie Christl. Hauptschule Gummersbach Evangelische Bekenntnisschule in freier Trägerschaft, Ersatzschule                 | Hülsenbuscher Str. 11           | 51643 | Gummersbach         | Website | 285                      | [ 66 ]  |
| 148258      | Hauptschule | Geschwister-Scholl-Schule Gem. Hauptschule der Stadt Hagen - Sekundarstufe I -                                            | Kapellenstr. 38                 | 58099 | Hagen               | Website | 390                      | [ 67 ]  |
| 148192      | Hauptschule | Ernst-Eversbusch-Schule Städt. Gem. Hauptschule                                                                           | Berliner Str. 109               | 58135 | Hagen               | Website | 335                      | [ 68 ]  |
| 144836      | Hauptschule | Joseph-Hennewig-Schule Gem. Hauptschule d. Stadt Haltern am See Schule der Sekundarstufe I                                | Holtwicker Str. 27              | 45721 | Haltern am See      | Website | 341                      | [ 69 ]  |
| 150782      | Hauptschule | Erlenbachschule Gem. Hauptschule der Stadt Hamm                                                                           | Kirchweg 90                     | 59071 | Hamm                | Website | 219                      | [ 70 ]  |
| 144551      | Hauptschule | Albert-Schweitzer-Schule Städt. Gem. Hauptschule                                                                          | Stefanstr. 33                   | 59075 | Hamm                | Website | 275                      | [ 71 ]  |
| 148350      | Hauptschule | Anne-Frank-Schule Städt. Gem. Hauptschule                                                                                 | Frankenstr. 12                  | 59067 | Hamm                | Website | 302                      | [ 72 ]  |
| 148349      | Hauptschule | Karlschule Städt. Gem. Hauptschule                                                                                        | Westberger Weg 17-19            | 59065 | Hamm                | Website | 329                      | [ 73 ]  |
| 144174      | Hauptschule | Martin-Luther-Schule Städt. Gem. Hauptschule                                                                              | Bockelweg 83                    | 59073 | Hamm                | Website | 237                      | [ 74 ]  |
| 141392      | Hauptschule | Gem. Hauptschule Hellenthal                                                                                               | Kalberbenden 14                 | 53940 | Hellenthal          | Website | 184                      | [ 75 ]  |
| 148453      | Hauptschule | Hans-Tilkowski-Schule Städt. erweiterte Ganztagshauptschule                                                               | Edmund-Weber-Str. 127           | 44651 | Herne               | Website | 336                      | [ 76 ]  |
| 150733      | Hauptschule | Josef-Reding-Schule Gem. Hauptschule                                                                                      | Opherdicker Str. 44             | 59439 | Holzwickede         | Website | 212                      | [ 77 ]  |
| 145490      | Hauptschule | St. Georg-Schule Gem. Hauptschule                                                                                         | Am Schulplatz 2                 | 48496 | Hopsten             | Website | 181                      | [ 78 ]  |
| 147084      | Hauptschule | Krollbachschule Gem. Hauptschule der Gemeinde Hövelhof - Sekundarstufe I -                                                | Sennestr. 34                    | 33161 | Hövelhof            | Website | 234                      | [ 79 ]  |
| 143054      | Hauptschule | Städt. Gem. Hauptschule Hückelhoven II                                                                                    | In der Schlee 95                | 41836 | Hückelhoven         | Website | 482                      | [ 80 ]  |
| 140387      | Hauptschule | Städt. Gem. Hauptschule                                                                                                   | Weststr. 41                     | 42499 | Hückeswagen         | Website | 194                      | [ 81 ]  |
| 141549      | Hauptschule | Gem. Hauptschule Hürth-Kendenich                                                                                          | Steinackerstr. 6                | 50354 | Hürth               | Website | 242                      | [ 82 ]  |
| 145506      | Hauptschule | Gemeinschaftshauptschule Ibbenbüren Städtische Gemeinschaftshauptschule - Sekundarstufe I -                               | Mettinger Str. 54               | 49479 | Ibbenbüren          | Website | 295                      | [ 83 ]  |
| 142839      | Hauptschule | Goltstein-Schule Inden Gem. Hauptschule im Ganztag                                                                        | Merödgener Str. 33              | 52459 | Inden               | Website | 171                      | [ 84 ]  |
| 148519      | Hauptschule | Martin-Luther-Schule Städt. Gem. Hauptschule - Sekundarstufe I -                                                          | Gerlingser Weg 7                | 58638 | Iserlohn            | Website | 356                      | [ 85 ]  |
| 149603      | Hauptschule | Hauptschule Letmathe Städt. Gemeinschaftsschule                                                                           | Aucheler Str. 12                | 58642 | Iserlohn            | Website | 219                      | [ 86 ]  |
| 194566      | Hauptschule | Schule am Koppelteich -Städt. Gemeinschaftshauptschule Kamen-                                                             | Am Koppelteich 16               | 59174 | Kamen               | Website | 291                      | [ 87 ]  |
| 141252      | Hauptschule | Adolf-Kolping-Schule Gem. Hauptschule                                                                                     | Schulstr. 30-32                 | 50171 | Kerpen              | Website | 253                      | [ 88 ]  |
| 141240      | Hauptschule | Gemeinschaftshauptschule der Stadt Kerpen in Horrem - Sekundarstufe I -                                                   | Mühlengraben 5-7                | 50169 | Kerpen              | Website | 332                      | [ 89 ]  |
| 139518      | Hauptschule | Gem. Hauptschule Korschenbroich                                                                                           | Von-Stauffenberg-Str. 47        | 41352 | Korschenbroich      | Website | 216                      | [ 90 ]  |
| 198353      | Hauptschule | Aktive Schule Köln Hauptschule der gemeinnützigen Gesellschaft ASK mbH Staatlich genehmigte Ersatzschule                  | Wasseramselweg 9                | 50829 | Köln                | Website | 90                       | [ 91 ]  |
| 141872      | Hauptschule | Kopernikusschule Städt. Gem. Hauptschule                                                                                  | Bonner Str. 40                  | 51145 | Köln                | Website | 340                      | [ 92 ]  |
| 141860      | Hauptschule | Johann-Amos-Comenius-Schule Städt. Gem. Hauptschule Köln-Porz - Sekundarstufe I -                                         | Heerstr. 7                      | 51143 | Köln                | Website | 276                      | [ 93 ]  |
| 140960      | Hauptschule | Städt. Gem. Hauptschule Baadenberger Str.                                                                                 | Baadenberger Str. 111           | 50825 | Köln                | Website | 301                      | [ 94 ]  |
| 140909      | Hauptschule | Städtische Katholische Hauptschule                                                                                        | Großer Griechenmarkt 76         | 50676 | Köln                | Website | 278                      | [ 95 ]  |
| 141021      | Hauptschule | Stadt Köln Städt. Katholische Hauptschule am Rhein Sekundarstufe I                                                        | Niederichstr. 1-3               | 50668 | Köln                | Website | 301                      | [ 96 ]  |
| 141070      | Hauptschule | Städt. Gem. Hauptschule Tiefentalstr.                                                                                     | Tiefentalstr. 66                | 51063 | Köln                | Website | 308                      | [ 97 ]  |
| 140892      | Hauptschule | Adolph-Kolping-Schule Städt. Kath. Hauptschule                                                                            | Falckensteinstr. 34             | 51103 | Köln                | Website | 449                      | [ 98 ]  |
| 140879      | Hauptschule | Ursula-Kuhr-Schule Städt. Gem. Hauptschule                                                                                | Volkhovener Weg 140             | 50767 | Köln                | Website | 376                      | [ 99 ]  |
| 140867      | Hauptschule | Städt. Gem. Hauptschule Bilderstöckchen                                                                                   | Reutlinger Str. 49              | 50739 | Köln                | Website | 251                      | [ 100 ] |
| 140843      | Hauptschule | Kurt-Tucholsky-Schule Städt. Gem. Hauptschule                                                                             | Helene-Weber-Platz 3-5          | 51109 | Köln                | Website | 327                      | [ 101 ] |
| 183854      | Hauptschule | Gustav-Heinemann-Schule Städt. Gem. Hauptschule                                                                           | Karl-Marx-Allee 3               | 50769 | Köln                | Website | 324                      | [ 102 ] |
| 141082      | Hauptschule | Stadt Köln Nelson-Mandela-Schule Gemeinschaftshauptschule -Sek.I-                                                         | Wuppertaler Str. 19             | 51067 | Köln                | Website | 351                      | [ 103 ] |
| 146547      | Hauptschule | Heinrich-Drake-Schule Städt. Gem. Hauptschule I                                                                           | Vogelsang 8a                    | 32657 | Lemgo               | Website | 221                      | [ 104 ] |
| 137674      | Hauptschule | Theodor-Wuppermann-Schule Städtische Gemeinschaftshauptschule Leverkusen-Manfort ( Sekundarstufe I )                      | Scharnhorststr. 5               | 51377 | Leverkusen          | Website | 394                      | [ 105 ] |
| 140478      | Hauptschule | Städt. Kath. Hauptschule - Sekundarstufe I -                                                                              | Im Hederichsfeld 19             | 51379 | Leverkusen          | Website | 314                      | [ 106 ] |
| 141914      | Hauptschule | Gem. Hauptschule Lindlar - Schulzentrum -                                                                                 | Wilhelm-Breidenbach-Weg 6       | 51789 | Lindlar             | Website | 227                      | [ 107 ] |
| 149792      | Hauptschule | Kopernikusschule Städt. Gem. Hauptschule III                                                                              | Landsberger Str. 9              | 59557 | Lippstadt           | Website | 345                      | [ 108 ] |
| 185851      | Hauptschule | Städt. Gem. Hauptschule Stadtpark                                                                                         | Parkstr. 160                    | 58509 | Lüdenscheid         | Website | 281                      | [ 109 ] |
| 148544      | Hauptschule | Heinrich-Bussmann-Schule Städt. Gem. Hauptschule                                                                          | Bebelstr. 54                    | 44532 | Lünen               | Website | 358                      | [ 110 ] |
| 148532      | Hauptschule | ProfilSchuleLünen Städt. Gemeinschaftshauptschule Lünen-Brambauer                                                         | Friedhofstr. 4                  | 44536 | Lünen               | Website | 334                      | [ 111 ] |
| 145130      | Hauptschule | Städt. Kath. Hauptschule                                                                                                  | Merkelheider Weg 21             | 45772 | Marl                | Website | 405                      | [ 112 ] |
| 142177      | Hauptschule | Geschwister-Scholl-Schule Gem. Hauptschule Meckenheim                                                                     | Königsberger Str. 30            | 53340 | Meckenheim          | Website | 325                      | [ 113 ] |
| 149172      | Hauptschule | Konrad-Adenauer-Schule Gem. Hauptschule Freienohl der Stadt Meschede                                                      | Im Ohl 15                       | 59872 | Meschede            | Website | 224                      | [ 114 ] |
| 145464      | Hauptschule | Josef-Schule Gem. Hauptschule                                                                                             | Nierenburger Str. 31            | 49497 | Mettingen           | Website | 242                      | [ 115 ] |
| 139993      | Hauptschule | Justus-von-Liebig-Schule Städt. Gem. Hauptschule                                                                          | Römerstr. 597                   | 47443 | Moers               | Website | 237                      | [ 116 ] |
| 137728      | Hauptschule | Anna Schiller-Schule Mönchengladbach-Rheindahlen -Sek.I- Kath. Hauptschule d.St. Mönchengladbach                          | Geusenstr. 29                   | 41179 | Mönchengladbach     | Website | 327                      | [ 117 ] |
| 137807      | Hauptschule | Gemeinschaftshauptschule Heinrich-Lersch                                                                                  | Rohrstr. 43                     | 41065 | Mönchengladbach     | Website | 356                      | [ 118 ] |
| 138393      | Hauptschule | Gemeinschaftshauptschule Dohr der Stadt Mönchengladbach - Sekundarstufe I -                                               | Altenbroicher Str. 50-52        | 41238 | Mönchengladbach     | Website | 410                      | [ 119 ] |
| 138368      | Hauptschule | Städt. Gem. Hauptschule Kirschhecke                                                                                       | Kirschhecke 10                  | 41199 | Mönchengladbach     | Website | 129                      | [ 120 ] |
| 138344      | Hauptschule | Comenius-Schule Gem.Hauptschule d. Stadt Mönchengladbach - Sekundarstufe I -                                              | Dohler Str. 79                  | 41238 | Mönchengladbach     | Website | 317                      | [ 121 ] |
| 137716      | Hauptschule | Städt. Kath. Hauptschule Neuwerk                                                                                          | Nespelerstr. 75                 | 41066 | Mönchengladbach     | Website | 161                      | [ 122 ] |
| 137947      | Hauptschule | Schule am Hexbachtal Städt. Gemeinschaftshauptschule der Stadt Mülheim an der Ruhr - Sek.I -                              | Borbecker Str. 86-92            | 45475 | Mülheim an der Ruhr | Website | 410                      | [ 123 ] |
| 144800      | Hauptschule | Hauptschule Hiltrup Gem. Hauptschule                                                                                      | Westfalenstr. 199               | 48165 | Münster             | Website | 306                      | [ 124 ] |
| 188554      | Hauptschule | Hauptschule Wolbeck Städt. Gem. Hauptschule                                                                               | Von-Holte-Str. 56               | 48167 | Münster             | Website | 209                      | [ 125 ] |
| 194268      | Hauptschule | Hauptschule Coerde Städt. Gemeinschaftshauptschule                                                                        | Dachsleite 32-36                | 48157 | Münster             | Website | 225                      | [ 126 ] |
| 143777      | Hauptschule | Waldschule Kinderhaus Städt. Gemeinschaftshauptschule - Sekundarstufe I -                                                 | Große Wiese 14                  | 48159 | Münster             | Website | 299                      | [ 127 ] |
| 145403      | Hauptschule | Städt. Gem. Hauptschule - Ganztagsschule -                                                                                | Lortzingstr. 2                  | 48607 | Ochtrup             | Website | 282                      | [ 128 ] |
| 144976      | Hauptschule | Paul-Gerhardt-Schule Gem. Hauptschule                                                                                     | Lortzingstr. 2                  | 45739 | Oer-Erkenschwick    | Website | 435                      | [ 129 ] |
| 147102      | Hauptschule | Mastbruchschule - Sekundarstufe I - Gem. Hauptschule der Stadt Paderborn                                                  | Schatenweg 130                  | 33104 | Paderborn           | Website | 544                      | [ 130 ] |
| 148891      | Hauptschule | Städtische Gemeinschaftshauptschule Zeppelin mit Teilstandort im Böddinghauser Feld                                       | Zeppelinstr. 24                 | 58840 | Plettenberg         | Website | 322                      | [ 131 ] |
| 145476      | Hauptschule | Dietrich-Bonhoeffer-Schule Katholische Hauptschule                                                                        | Brookweg 5                      | 49509 | Recke               | Website | 190                      | [ 132 ] |
| 140272      | Hauptschule | Rheinschule Rees Städtische Gemeinschaftshauptschule - Sekundarstufe I -                                                  | Westring 6                      | 46459 | Rees                | Website | 299                      | [ 133 ] |
| 187070      | Hauptschule | Städt. Gem. Hauptschule Hackenberg Schulzentrum Hackenberger Straße                                                       | Hackenberger Str. 105 a         | 42897 | Remscheid           | Website | 402                      | [ 134 ] |
| 142025      | Hauptschule | Gem. Hauptschule der Stadt Sankt Augustin Schulzentrum Niederpleis                                                        | Alte Marktstr. 7                | 53757 | Sankt Augustin      | Website | 331                      | [ 135 ] |
| 149950      | Hauptschule | Schule am Wilzenberg Gem. Hauptschule der Stadt Schmallenberg - Sekundarstufe I -                                         | Obringhauser Str. 38            | 57392 | Schmallenberg       | Website | 382                      | [ 136 ] |
| 139671      | Hauptschule | Gemeinschaftshauptschule Schwalmtal - Sekundarstufe I -                                                                   | Schulstr. 50                    | 41366 | Schwalmtal          | Website | 215                      | [ 137 ] |
| 144599      | Hauptschule | Edith-Stein-Schule Gem. Hauptschule der Gemeinde Senden                                                                   | Schulstr. 1                     | 48308 | Senden              | Website | 215                      | [ 138 ] |
| 150228      | Hauptschule | Achenbacher Schule Gem. Hauptschule der Stadt Siegen - Sekundarstufe I -                                                  | Achenbacher Furt 7              | 57072 | Siegen              | Website | 244                      | [ 139 ] |
| 149548      | Hauptschule | Mathilde-Anneke-Schule Gemeinschaftshauptschule der Stadt Sprockhövel -Sekundarstufe 1-                                   | Dresdener Str. 45               | 45549 | Sprockhövel         | Website | 229                      | [ 140 ] |
| 143996      | Hauptschule | Losbergschule Gem. Hauptschule                                                                                            | Engelbert-Sundermann-Str. 21-25 | 48703 | Stadtlohn           | Website | 496                      | [ 141 ] |
| 145233      | Hauptschule | Hauptschule am Bagno Ganztagsschule Burgsteinfurt                                                                         | Liedekerker Str. 64             | 48565 | Steinfurt           | Website | 374                      | [ 142 ] |
| 149214      | Hauptschule | Hauptschule Sundern Gem. Hauptschule der Stadt Sundern                                                                    | Berliner Str. 57                | 59846 | Sundern (Sauerland) | Website | 387                      | [ 143 ] |
| 142268      | Hauptschule | Rupert-Neudeck-Schule Gem. Hauptschule d. Stadt Troisdorf                                                                 | Lohmarer Str. 33                | 53840 | Troisdorf           | Website | 251                      | [ 144 ] |
| 139099      | Hauptschule | Martin-Luther-King-Schule Städt. Gem. Hauptschule - Sekundarstufe I -                                                     | Grünstr. 35                     | 42551 | Velbert             | Website | 291                      | [ 145 ] |
| 139701      | Hauptschule | Max-von-der-Grün-Schule Städt. Gem. Hauptschule Süchteln - Sekundarstufe I -                                              | Hindenburgstr. 128              | 41749 | Viersen             | Website | 230                      | [ 146 ] |
| 184160      | Hauptschule | Gem. Hauptschule Wachtberg in Berkum                                                                                      | Stumpebergweg 5                 | 53343 | Wachtberg           | Website | 304                      | [ 147 ] |
| 143170      | Hauptschule | Schule am Grenzlandring Gem. Hauptschule d. Stadt Wegberg - Sekundarstufe I -                                             | Markusstr. 60                   | 41844 | Wegberg             | Website | 236                      | [ 148 ] |
| 141628      | Hauptschule | Wilhelm-Busch-Schule Gem. Hauptschule Wesseling Schulzentrum                                                              | Berzdorfer Str.                 | 50389 | Wesseling           | Website | 355                      | [ 149 ] |
| 150447      | Hauptschule | Hauptschule der Gemeinde Wilnsdorf                                                                                        | Dillenburger Str. 87            | 57234 | Wilnsdorf           | Website | 210                      | [ 150 ] |
| 141902      | Hauptschule | Konrad-Adenauer-Hauptschule Wipperfürth                                                                                   | Am Mühlenberg 1                 | 51688 | Wipperfürth         | Website | 241                      | [ 151 ] |
| 148805      | Hauptschule | Freiligrathschule Städt. Gem. Hauptschule                                                                                 | Hamburgstr. 25                  | 58453 | Witten              | Website | 167                      | [ 152 ] |
| 138538      | Hauptschule | St.-Laurentius-Schule kath. Hauptschule-West - Sekundarstufe I -                                                          | Bundesallee 30                  | 42103 | Wuppertal           | Website | 365                      | [ 153 ] |
| 138540      | Hauptschule | Bernhard-Letterhaus-Schule Städt. Kath. Hauptschule                                                                       | Carnaper Str. 13                | 42283 | Wuppertal           | Website | 300                      | [ 154 ] |
| 138629      | Hauptschule | Helene-Weber-Schule Städt. Gemeinschaftshauptschule                                                                       | Dieckerhoffstr. 6               | 42389 | Wuppertal           | Website | 311                      | [ 155 ] |
| 138708      | Hauptschule | Städt. Gem. Hauptschule Barmen-Südwest                                                                                    | Emilienstr. 36                  | 42287 | Wuppertal           | Website | 370                      | [ 156 ] |
| 138680      | Hauptschule | Städt. Gem. Hauptschule Oberbarmen                                                                                        | Hügelstr. 8                     | 42277 | Wuppertal           | Website | 345                      | [ 157 ] |
| 141367      | Hauptschule | Gem. Hauptschule Zülpich                                                                                                  | Keltenweg 10                    | 53909 | Zülpich             | Website | 372                      | [ 158 ] |

## Liste der ehemaligen Hauptschulen
| Schulnummer | Schulform   | Schulname                            | Anschrift              | PLZ   | Ort                     | Website | Jahr der Auflösung | Anm. |
| ----------- | ----------- | ------------------------------------ | ---------------------- | ----- | ----------------------- | ------- | ------------------ | ---- |
|             | Hauptschule | August-Claas-Schule                  | Tecklenburger Weg 4    | 33428 | Harsewinkel             |         | 2012               |      |
|             | Hauptschule | Königin-Luisen-Schule (Wanne)        | Wilhelmstraße 88       | 44649 | Herne-Wanne             |         | 2013               |      |
|             | Hauptschule | Hauptschule Ründeroth                | Schulzentrum Walbach 1 | 51766 | Engelskirchen-Ründeroth |         | 2017               |      |
| 193926      | Hauptschule | Freie christliche Schule Lüdenscheid | Am Schäferland 1       | 58515 | Lüdenscheid             | Website | 2025               |      |